# Force (Band)
Force, auch Rat Salad, war eine Proto-Doom-Band aus Maryland. Die Gruppe wurde insbesondere aufgrund des Folgeprojektes Iron Man bekannt.

## Geschichte
Nach einem Black-Sabbath-Konzertbesuch am 19. Februar 1974 im Capital Centre in Landover, Maryland bemühte sich Alfred Morris darum eine ähnlich ausgerichtete Musikgruppe zu gründen. Beeindruckt vom Klang übte Morris das Gitarrenspiel mit dem Wunsch den Klang des Black-Sabbath-Gitarristen Tony Iommi und des Bassisten Geezer Butler gleichzeitig einzufangen. In seiner Schulzeit lernte Morris den Schlagzeuger Kim Martin kennen und freundete sich mit ihm an. Beide verband das Interesse an ähnlicher Musik. Anfänglich experimentierte das Duo lediglich. Nach einigen Jam-Session stielß der Bassist Larry Brown hinzu und Morris war bestrebt ein instrumentales Album unter dem Titel Earth Garden auszuarbeiten. Brown und Morris sahen insbesondere Budgie zu diesem Zeitpunkt als ihre wesentliche Inspiration. Alsbald änderte Morris seine Grundidee jedoch, wollte mit der Gruppe auftreten und sah Gesang als fehlendes Element der Band. Zu diesem Zeitpunkt änderte das Trio auf Morris bestreben ihren Namen in Force und nach einigen Proben mit unterschiedlichen Sängern wurde die Sängerin Simona Queen Teil der Band. Bis zum Jahr 1979 hatte die Band ein vollständiges Set ausgearbeitet, neben Eigenkompositionen verfügte Force über ein Repertoire an Coverversionen von Scorpions, Rush, UFO, King Crimson, Pat Benatar und Black Sabbath mit denen die Band auf Partys und in Clubs in Maryland und Washington auftrat. In der Region war die Band damit zunehmend zur Bekanntheit gelangt. Versuche einen Vertrag mit einem professionellen Management einzugehen und Verträge mit einem Label abzuschließen scheiterten allerdings.

„We still enjoyed a very large following though. At this point, Force had forged its own identity with our odd mix of two black guys, a white guy and a Jewish woman, doing mostly Sabbath and a strong set of originals that people loved and knew by name.“

„Wir hatten aber immer noch eine sehr große Anhängerschaft. Zu diesem Zeitpunkt hatte Force seine eigene Identität mit unserer seltsamen Mischung aus zwei Schwarzen, einem Weißen und einer Jüdin entwickelt, die hauptsächlich Sabbath und eine Reihe von Originalen spielten, die die Leute liebten und beim Namen kannten.“

Aus der Not keinen Vertrag zu erlangen gründete Morris mit seiner Frau die kleine Promotionfirma AlACa, Zusammengesetzt aus den Namen Alfred, Audrey Morris’ Frau und Carl Morris’ Bruder, mit angeschlossenem Label. Audrey Morris unterstützte kleine Gruppen der Region und versuchte sich als Promoterin und Managerin. Das gemeinsame Kapital nutzte die Gruppe um eine erste selbstbetitelte EP mit vier Liedern im April 1981 über das eigene Label zu veröffentlichen. Die Ep wurde in einer Session bei Hit and Run Records in Rockville ohne Produzenten und ohne vorherige Diskussion über das Konzept der Platte oder eine Songauswahl aufgenommen. Queen wollte Running Away With Your Love, einen Popsong, Brown wollte Control Agent seinen Favoriten einspielen und The Beast und Do It Again waren Lieblingstitel der Fans der Band. Die Aufnahme und Produktion der 250 Tonträger kostete die Gruppe 1.000 $. Mit der fertigen Vinyl-EP konnte die Band bei Konzerten etwas Erlös machen und vor Konzerten die eigene Musik bei potentiellen Veranstaltern bewerben.
Die Band gelang zu hoher lokaler Bekanntheit. Musiker wie Scott Weinrich lobten insbesondere das Spiel von Morris als beeindruckend. Der gewünschte Erfolg blieb allerdings aus. Die Band konnte weiterhin regional auftreten, versagte jedoch fortwährend in dem Versuch sich ein professionelles Management oder einen Labelvertrag zu erarbeiten. Nach der Veröffentlichung der EP schrieb die Band weitere Stücke und nahm in vier Aufnahmesitzungen im Hit and Run Studios in Rockville ausreichend davon für ein Debütalbum auf. Doch die Band geriet zunehmend in finanzielle Schwierigkeiten. Die Bandkasse blieb leer und von der fortwährenden Erfolglosigkeit entzaubert verlor Queen das Interesse und verließ die Band.
Auf der Suche nach einer Nachfolge kamen Martin, Morris und Brown in Kontakt mit Sherry Bacon alias Cheri Blade, die im Gegensatz zu den Mitgliedern von Force eine klare Vision ihrer Karriere hatte und deren Gesang vom Death-Rock geprägt war. Ob der Andersartigkeit und weil die Band Queen nicht schlicht ersetzten wollte gab Morris den Aufnahmen den Namen Rat Salad unter dem Marshall Levy, Inhaber des Labels Doom Records 1994 die Aufnahmen als Teil des Split-Albums Double Dose Of Doom veröffentlichte. Doom Records veröffentlichte indes 1991 auch, die Album-Aufnahmen mit Simona Queen als erstes Album des Labels unter dem Bandnamen Force als selbstbetiteltes Studioalbum. Die Bandmitglieder waren zu diesem Zeitpunkt bereits in anderen Projekten involviert und Force als Band seit 1986 Geschichte.
Insbesondere die von Morris als Black-Sabbath-Coverband initiierte Force-Folgeband Iron Man erlangte internationale Bekanntheit, was das Interesse an Force förderte. Rückblickend gilt Force als „mysteriöse Proto-Doom-Kult“-Band. Im Jahr 2017 erschien über Blood & Iron Records und Lost Realm Records eine Discography 1981-84 genannte Retrospektive als CD. Und die EP der Band wurde 2022 vom portugiesischen Label Lost Realm Records erneut herausgegeben.

## Stil
Orientiert an Black Sabbath mit einer Nähe zu Pentagram unter dem Einfluss des britischen Folk-Rock verkörpert die Musik von Force atypisch den Klang des Proto-Doom. Die unproduzierten Aufnahmen sind roh und größtenteils ohne Sustain, aber mit einer inhärenten Wärme im Klang der kraftvollen, schweren und raumgreifenden Gitarre. Die Musik erinnere so an First Daze Here von Pentagram. Insbesondere der gefühlvolle Gesang von Queen zeige leichte Folk-Einflüsse. Brown, der das Stück Control Agent singt klänge indes kraftvoll.

## Diskografie
- 1981: Force (EP, AlACa)
- 1991: Force (Album, Doom Record)
- 1994: Double Dose of Doom (Split-Album als Force und Rat Salad mit Obstination, und Asylum, Doom Record)
- 2017: Discography 1981-84 (Kompilation, Blood & Iron Records/Lost Realm Records)